# Плимптон, Марта
Ма́рта Кэ́мпбелл Пли́мптон (англ. Martha Campbell Plimpton; род. 16 ноября 1970, Нью-Йорк, Нью-Йорк, США) — американская актриса, певица и бывшая модель.
Плимптон получила известность после ролей в ряде успешных кинофильмов 1980-х и 1990-х годов, а в 2000-х годах переместилась на бродвейскую сцену, заработав три последовательные номинации на премию «Тони», с 2007 по 2009 год. Плимптон также добилась успеха на телевидении, трижды номинируясь на «Эмми», выиграв одну статуэтку, в 2012 году.

## Жизнь и карьера
Плимптон родилась и выросла в Нью-Йорке. Её родители — актёры Кит Кэррадайн и Шелли Плимптон. Она окончила школу в Манхэттене и будучи ребёнком начала выступать на сцене вместе со своей матерью. В 1980-х Плимптон работала моделью в Calvin Klein. На экране она дебютировала в 1981 году, в возрасте 11 лет, в фильме «Вся эта дребедень».
Плимптон получила широкую известность после роли в фильме «Балбесы», а после появилась в картинах «Берег москитов», «Стыдливые люди», «Бег на месте», «Другая женщина», «Стэнли и Айрис», «Записки Манки Зеттерлэнда», «Саманта», «Джош и Сэм», «Я стреляла в Энди Уорхола», «Миссис Паркер и порочный круг», «Красивые девушки», «Музыка из другой комнаты» и «200 сигарет». Роль в фильме «Стыдливые люди» с Джилл Клейберг принесла Плимптон номинацию на «Независимый дух» за лучшую женскую роль второго плана в 1988 году.
В 2000-х годах роли в кинофильмах для Плимптон иссякли и она переместилась на телевидение. В 2002 году она получила свою первую номинацию на «Эмми» за гостевую роль в сериале «Закон и порядок: Специальный корпус». С тех пор она появлялась в «Анатомия страсти», «Закон и порядок: Преступное намерение», «Седьмое небо», «Медиум», «Грань» и «Юная». Также у неё были второстепенные роли в «Как преуспеть в Америке» (2010—11) и «Хорошая жена» (2009—13), роль в последнем принесла ей «Эмми» в категории «Лучшая приглашённая актриса в драматическом телесериале» в 2012 году.
С 2010 по 2014 год Плимптон исполняла роль матери и бабушки семейства в комедийном сериале Fox «Воспитывая Хоуп». Роль принесла ей номинацию на «Эмми» за лучшую женскую роль в комедийном телесериале в 2011 году. В 2015 году Плимптон начала сниматься в ситкоме ABC «Настоящие О’Нилы», также играя главу семейства.
В начале 2000-х Плимптон сконцентрировалась на работе в театре, дебютировав в 2001 году как режиссёр на чикагской сцене. В 2004 году она дебютировала на Бродвее, где с тех пор появилась в ряде постановок, включая «Берег Утопии», роль в которой принесла ей премию «Драма Деск» и номинацию на «Тони». Затем она номинировалась на «Тони» за роли в «Лучшие девушки» и «Приятель Джои». В 2014—15 годах она вернулась на Бродвей с главной ролью в пьесе «Хрупкий баланс».

## Фильмография

### Кино
| Год  | Название на русском             | Оригинальное название              | Роль                                    | Примечания                                                                 |
| ---- | ------------------------------- | ---------------------------------- | --------------------------------------- | -------------------------------------------------------------------------- |
| 1981 | Вся эта дребедень               | Rollover                           | старшая дочь Фьюстера                   |                                                                            |
| 1984 | Речная крыса                    | The River Rat                      | Джонси                                  |                                                                            |
| 1985 | Балбесы                         | The Goonies                        | Стеф Стейнбреннер                       | Номинация на премию «Молодой актёр»                                        |
| 1986 | Жизнь в день                    | A Life in the Day                  |                                         | короткометражный фильм                                                     |
| 1986 | Берег москитов                  | The Mosquito Coast                 | Эмили Спеллгуд                          | Номинация на премию «Молодой актёр»                                        |
| 1987 | Стыдливые люди                  | Shy People                         | Грейс                                   | Номинация на премию «Независимый дух» за лучшую женскую роль второго плана |
| 1988 | Звёзды и полосы                 | Stars and Bars                     | Брайант                                 |                                                                            |
| 1988 | Бег на месте                    | Running on Empty                   | Лорна Филлипс                           | Номинация на премию «Молодой актёр»                                        |
| 1988 | Другая женщина                  | Another Woman                      | Лора                                    |                                                                            |
| 1989 | Две женщины                     | Zwei Frauen                        | Клаудия                                 |                                                                            |
| 1989 | Родители                        | Parenthood                         | Джули Бакмен                            |                                                                            |
| 1990 | Стэнли и Айрис                  | Stanley & Iris                     | Келли Кинг                              |                                                                            |
| 1992 | Райский миг                     | A Blink of Paradise                | Мать                                    | короткометражный фильм                                                     |
| 1992 | Записки Манки Зеттерлэнда       | Inside Monkey Zetterland           | Софи                                    |                                                                            |
| 1992 | Саманта                         | Samantha                           | Саманта                                 |                                                                            |
| 1993 | Начало дня                      | Daybreak\|                         | Лори                                    |                                                                            |
| 1993 | Идеальная женщина               | The Perfect Woman                  |                                         | короткометражный фильм                                                     |
| 1993 | Джош и Сэм                      | Josh and S.A.M.                    | Элисон                                  |                                                                            |
| 1993 | Моя жизнь в круговерти          | My Life’s in Turnaround            | камео                                   |                                                                            |
| 1994 | Египетские бобы                 | The Beans of Egypt, Maine          | Эрлин                                   |                                                                            |
| 1994 | Миссис Паркер и порочный круг   | Mrs. Parker and the Vicious Circle | Джейн Грант                             |                                                                            |
| 1995 | Последнее лето в Хэмптоне       | Last Summer in the Hamptons        | Хлоя Гарфилд                            |                                                                            |
| 1996 | Я стреляла в Энди Уорхола       | I Shot Andy Warhol                 | Стиви                                   |                                                                            |
| 1996 | Красивые девушки                | Beautiful Girls                    | Джен                                    |                                                                            |
| 1996 | Я не Раппопорт                  | I’m Not Rappaport                  | Лори Кэмпбелл                           |                                                                            |
| 1997 | Колин Фитц                      | Colin Fitz Lives!                  | Энн                                     |                                                                            |
| 1997 | Глаз Бога                       | Eye of God                         | Энсли Дюпри                             |                                                                            |
| 1998 | Музыка из другой комнаты        | Music from Another Room            | Карен                                   |                                                                            |
| 1998 | Фотограф                        | Pecker                             | Тина                                    |                                                                            |
| 1999 | 200 сигарет                     | 200 Cigarettes                     | Моника                                  |                                                                            |
| 2001 | Сонная девчонка                 | The Sleepy Time Gal                | Ребека                                  |                                                                            |
| 2004 | Волосы дыбом                    | Hair High                          | мисс Крамблс                            | озвучивание                                                                |
| 2006 | Чудесно                         | Marvelous                          | Гвен                                    |                                                                            |
| 2007 | Ад Данте                        | Dante’s Inferno                    | Селия, лоббистская певица, Лиззи Борден | озвучивание                                                                |
| 2008 | Коту под хвост                  | Gone to the Dogs                   | Лесли                                   | короткометражный фильм                                                     |
| 2008 | Щенячья любовь                  | Puppy Love                         | Лесли                                   |                                                                            |
| 2010 | Песнь убийцы маленького городка | Small Town Murder Songs            | Сэм                                     |                                                                            |
| 2010 | Помни меня                      | Remember Me                        | Хелен Крейг (мать Элли)                 | в титрах не указана                                                        |
| 2017 | И снова здравствуйте            | Hello Again                        | Рут (Политик)                           |                                                                            |
| 2018 | Пчела                           | Honey Bee                          | Луиза                                   |                                                                            |
| 2019 | Холодное сердце 2               | Frozen II                          | Елена (вождь Нортулдры)                 | озвучивание                                                                |
| 2021 | Исповедь                        | Mass                               | Гейл                                    |                                                                            |

### Телевидение
| Год       | Название на русском                   | Название на английском            | Роль                | Примечания |
| --------- | ------------------------------------- | --------------------------------- | ------------------- | --- |
| 1983      |                                       | ABC Afterschool Specials          | Рона                | Эпизод: «The Hand Me Down Kid» |
| 1985      | Семейные узы                          | Family Ties                       | Джесси              | Эпизод: «You’ve Got a Friend» |
| 1991      | Женщина на войне                      | A Woman at War                    | Хелен               | Телевизионный фильм |
| 1993      | Начало дня                            | Daybreak                          | Лори                | Телевизионный фильм |
| 1993      |                                       | Chantilly Lace                    | Энн                 | Телевизионный фильм |
| 1997      | Защитники: Расплата                   | The Defenders: Payback            | Эм Джей Престон     | Телевизионный фильм |
| 1998      | Защитники: Выбор зла                  | The Defenders: Choice of Evils    | Эм Джей Престон     | Телевизионный фильм |
| 1998      | Защитники: Принимая первыми           | The Defenders: Taking the First   | Эм Джей Престон     | Телевизионный фильм |
| 1999      | Скорая помощь                         | ER                                | Мэг Корвин          | 4 эпизода |
| 2002      | Закон и порядок: Специальный корпус   | Law & Order: Special Victims Unit | Клэр Ринато         | Эпизод: «Denial» Номинация — Премия «Эмми» лучшей приглашённой актрисе в драматическом сериале |
| 2003      | Таксист                               | Hack                              | Луиза О’Коннор      | Эпизод: «Black Eye» |
| 2003      | Карен Сиско                           | Karen Sisco                       | Челси Вентворт      | Эпизод: «The One That Got Away» |
| 2004      | Седьмое небо                          | 7th Heaven                        | Венус               | Эпизод: «Regret to Inform» |
| 2006      | Поверхность                           | Surface                           | Миссис Биг          | |
| 2006      | Закон и порядок: Преступное намерение | Law & Order: Criminal Intent      | Джо Гейдж           | Эпизод: «Blind Spot» |
| 2008      | Конец Стива                           | The End of Steve                  | Лидия               | Пилот |
| 2009      | Анатомия страсти                      | Grey’s Anatomy                    | Пэм Михельсон       | Эпизоды: «Good Mourning» и «Goodbye» |
| 2009      | Медиум                                | Medium                            | Розмари Виндик      | Эпизод: «Pain Killer» |
| 2010      | Грань                                 | Fringe                            | Шериф Энн Матис     | Эпизод: «Northwest Passage» |
| 2010      | Как преуспеть в Америке               | How to Make It in America         | Эди Вейц            | 6 эпизодов |
| 2009—2013 | Хорошая жена                          | The Good Wife                     | Патти Найхолм       | 5 эпизодов Премия «Эмми» лучшей приглашённой актрисе в драматическом сериале (2012) Номинация — Премия «Выбор телевизионных критиков» лучшему приглашенному актёру в драматическом сериале (2013) |
| 2010—2014 | Воспитывая Хоуп                       | Raising Hope                      | Вирджиния Ченс      | Регулярная роль, 88 эпизодов Премия «Спутник» за лучшую женскую роль в телевизионном сериале — комедия или мюзикл (2011) Номинация — Премия «Эмми» за лучшую женскую роль в комедийном телесериале (2011) Номинация — Премия «Выбор телевизионных критиков»" за лучшую женскую роль в комедийном телесериале (2011-12) |
| 2015      | Юная                                  | Younger                           | Шерил Суссман       | Эпизод: «The Old Ma’am and The C» |
| 2016—2017 | Настоящие О’Нилы                      | The Real O’Neals                  | Айлин О’Нил         | Регулярная роль, 29 эпизодов |
| 2018      | Чёрный список                         | The Blacklist                     | доктор Шерон Фултон | Эпизод: «Mr. Raleigh Sinclair III» |